# Palača Berlaymont
Palača Berlaymont je poslovna zgrada u Bruxellesu u Belgiji, u kojoj je smješteno sjedište Europske komisije, izvršnog ogranka Europske unije (EU). Objekt se nalazi na adresi Rue de la Loi/Wetstraat 200, tik uz kružni tok Schuman, u dijelu grada poznatom kao "Europska četvrt ". Jedinstveni arhitektonski oblik palače Berlaymont postao je službeni simbol Europske komisije i ukomponiran je u njezin logotip.

## Sadržaj
Još od završetka njezine izgradnje u zgradi je smještena institucija Europske komisije i sama palača postala je simbol i sinonim za Komisiju (naziv joj je metonim za Komisiju) i za europsku prisutnost u Bruxellesu. Povjerenstvo je u biti raspršeno u 60-ak zgrada, ali palača Berlaymont je sjedište Povjerenstva i sjedište predsjednika Europske komisije i kolegija povjerenika.
Glavna ravnateljstva (odjeli) također imaju sjedište u Berlaymontu: Ljudski resursi i sigurnost (HR), Europski centar za političku strategiju, prije poznat kao Ured europskih savjetnika za politiku (BEPA), Uprava za komunikaciju (COMM), Ured za infrastrukturu i logistiku (OIB), Glavno tajništvo (SG) i Pravna služba (SJ).
Ured predsjednika i vijećnica Komisije nalaze se na 13. katu (usprkos praznovjerju koje okružuje broj 13), zajedno sa salom za sastanke Hebdo i restoranom La Convivialité.

## Povijest

### Pozadina
Kako je broj europskih državnih službenika ubrzano rastao od dolaska u Bruxelles 1958. godine, Europskoj komisiji je bilo potrebno sve više uredskog prostora širom grada. Do 1965. Komisija je već brojala 3200 djelatnika rasutih po 8 različitih zgrada. Zbog nedostatka velikih uredskih blokova, situacija je postala je kritična već u prvim godinama rada i Komisija je pokušala grupirati svoje osoblje u nizu unajmljenih zgrada oko kružnog toka Schuman. Belgijska je vlada ubrzo postala svjesna problema i želeći spriječiti odlazak Komisije iz Bruxwllesa, ponudila je izgradnju prestižnog upravnog arhitektonskog kompleksa dovoljno velikog za smještaj cjelokupnog osoblja. Predsjednik Walter Hallstein bio je zainteresiran, ali oprezan u pogledu dugoročnih obveza, pošto se još uvijek raspravljalo o pitanju sjedišta institucija. Međutim, potreba za uredskim prostorom bila je vrlo jaka.
Za ispunjenje prijedloga belgijske vlade bilo je potrebno osloboditi puo građevinskog zemljišta po mogućnosti u četvrti Leopold (gdje su već bili smješteni) i u blizini domova državnih službenika na jugu i istoku. Na tom se prostoru tada je nalazio Dames de Berlaymont , samostan star 300 godina, u kojem je bila smještena prestižna škola za djevojke. Samostan i škola preselili su se na veće i mirnije mjesto u Waterloou, dakle izvan centra Bruxellesa na trošak države, a zemljšte samostana Dames de Berlaymont prodano je belgijskim vlastima u studenom 1963.
U svrhu planiranja i koordiniranja budućih radova, belgijski ministar vanjskih poslova Pierre Wigny predložio je osnivanje "savjetodavne komisije Berlaymont", koje bi uključivalo pripadnike Europske komisije, belgijskog Ministarstva javnih radova, izvođače radova i arhitekte. Belgijska država je pak priželjkivala zgradu koja nije samo po mjeri Komisije, već nešto što bi njezini državni službenici mogli koristiti u slučaju da je Komisija napusti. Zbog toga su favorizirali koncept središnje uredske zgrade umjesto projekta izgradnje "europskog grada" na Etterbeeku. Upravo zbog takvih planova koji nisu u potpunosti ispunili njihove potrebe, Komisija je isposlovala nižu najamninu.

## Izgradnja
Radovi su bili planirani tako da čim se jedno krilo završi, osoblje može započeti s useljenjem dok je ostatak zgrade još uvijek u izgradnji. Prvi cilj bio je dovršiti sjeverno i istočno krilo (iako se to pokazalo optimističnim). Za južno krilo bilo je potrebno više vremena s obzirom na to da je njegova izgradnja zahtijevala rušenje nekoliko okolnih zgrada, uključujući i školu za djevojčice Dames du Berlaymont koja nije mogla započeti s preseljenjem sve do 1963. godine. S obzirom na to da se zbog proračunskih ograničenja nije mogao ispoštovati nijedan od rokova, pribjeglo se vanjskom financiranju. investitor je bio posebni ured Office de sécurité sociale d'Outre-mer (OSSOM). OSSOM bi postao vlasnik zemljišta, ali zgradu bi izgradila i iznajmila belgijska vlada uz najamninu koja se oduzima od njenog doprinosa proračunu OSSOM-a. Belgijska je vlada na posljetku 1985. kupila objekt u redovnim ratama dok je bio ustupljen Komisiji. OSSOM je dodijelio ugovor o građenju udruženju poduzetnika: Poduzeća François i Fils s Compagnie belge des Chemins de fer et d'entreprises, Compagnie industrielle de travaux i Armand Blaton. Nedostatak javnog natječaja kritizirao je belgijski ured za reviziju.
Godine 1963. prvo krilo (sjeveroistok) ušlo je u uporabu i trebalo je biti završeno do kraja 1965. godine. Betoniranje na tom krilu završeno je u studenom 1964. godine. Završetak je 1966. godine pomaknut za godinu dana zbog toga što tvrtka vlasnik željezničke mreže premjestila obližnju željezničku liniju što je onemogućavalo pristup prizemlju. Krilo je dovršeno 1. veljače 1967., a prvi državni službenici uselili su se tri mjeseca kasnije. Tromjesečni interval nastao je zbog neslaganja oko uvjeta najma. Belgijska država trebala je Komisiji dati u zakup cijelu zgradu sa završetkom radova, ali ostale su države članice smatrale da je trošak najma pretjeran i željele su istražiti druge mogućnosti, te su uspjele isposlovati zakup za jedno jedino dovršeno krilo. Zakup je stupio na snagu 1. svibnja 1967. godine i iznosio je 545.366 eura godišnje (iznos godišnjeg najma cijele zgrade bio bi 4,82 milijuna eura, umanjen na 2,48 milijuna eura uzimajući u obzir troškove gradnje). Zgrada je u potpunosti stavljena u funkciju tek početkom rujna iste godine.

### Proširenje
Međutim, od početka projekta bilo je jasno da će se Komisija proširiti izvan kapaciteta Berlaymonta. Nedugo nakon useljenja, dio personala Europske komisije preseljen je u novouređenu palaču Charlemagne. Razmišljalo se i o preseljenju djela službenika u zgradu u ulici Rue Archimède, što bi Komisiji omogućilo da koncentrira sav personal u zgradama oko kružnog toka Schuman i napusti vanjski uredski kompleks. Troškovi toga odvratili su Vijeće od odobrenja plana, pošto je prijedlog najamnine bio previsok.
Komisija je također željela rezervirati sav prostor u palači Berlaymont, te je iznijela svoj plan Europskom Vijeću i Europskom parlamentu. Javnost je upravo Komisiju najviše povezala sa zgradom, što je bio dodatni argument da se čitav objekt prepusti njima. Zajedno sa zgradom Joyeuse Entrée u kojoj je prije bila smještena, Komisija bi tako imala dovoljno prostora za sve svoje potrebe, a Vijeće bi se moglo u potpunosti preseliti u palaču Charlemagne. To bi ipak omogućilo relativno laku komunikaciju među tim tijelima, iako nisu smješteni u istoj zgradi. Vijeće se na posljetku složilo, ali se preselilo u sasvim drugu zgradu u blizini.

### Obnova
Belgijska država je 1985. godine otkupila palaču Berlaymont od OSSOM-a i odlučila se za temeljitu obnovu, ali je zbog proračunskih ograničenja odgodila bilo kakve radove. Europska komisija se žalila na takvu odluku i Belgija im je ponudila prodaju zgrade po sniženoj scijeni (najam je već bio prepolovljen), ali kako nije donijeta politička odluka o konačnom sjedištu Komisije, ona nije bila u mogućnosti pokrenuti kupnju. Obnova zgrade je dodatno postala vrlo važna kada su 1990. u zgradi pronađene čestice azbesta. Sindikati državnih službenika izvršili su pritisak i to je pitanje poslužilo kao izgovor i motivacija za potpunu obnovu jer zastarjeli objekt postao adekvatan, a nije se više mogao ni nositi s priljevom dodatnih službenika prilikom proširenja Europske unije.
Rušenje se nije moglo uzeti u obzir jer su temelji sidrili i stabilizirali lokalnu cestovnu mrežu i mrežu podzemne željeznice, što bi dovelo do statičkih problema ako bi Berlaymont bio srušen. Međutim, bilo je teško naći sva sredstva za obnovu zbog proračunskih ograničenja belgijske vlade. Stoga je odlučeno da se u obnovu uključi privatni sektor, točnije financijske institucije i da se osnuje tvrtka za upravljanje i obnovu SA Berlaymont 2000 u kojoj je belgijska država ostala glavni dioničar. Berlaymont 2000 platio bi 74,3 milijuna eura belgijskoj državi (koja također ima ulogu jamca) i osigurao 160 milijuna eura za poslove obnove, a u zamjenu bi primao dugoročnu najamninu nad zgradom. Smatrajući to profitabilnom investicijom, Berlaymontu 2000 su se pridružile tvrtke Citilease (podružnica Citybank), CGER i BACOB. Ova su poduzeća osigurala financijska sredstva, ali je najamnina znatno porasla kako bi pokrili troškovi. Radovi su trebali započeti 1994. i trajati pet godina.
Krajem 1991. godine, povjerenici i njihovi kabineti preselili su se u brzo dovršenu palaču Breydel, a ostali odjeli preselili su se zgrade u različitim briselskim četvrtima i širem području, u Auderghem, Evere i Etterbeek, u ukupno 11 zgrada koje belgijsku državu koštaju 14,8 milijuna eura godišnje. Zauzvrat je Europska komisija nastavila plaćati stanarinu u palači Berlaymont tijekom cijelog vremena obnove dok je bila ispražnjena. Međutim, projekt se počeo suočavati s neuspjesima koji su kompromitirali imidž belgijskih vlasti koji nisu izradili preliminarne planove adaptiranja zgrade novim potrebama sve dok Berlaymont 2000 nije preuzeo 1996. godine i osnovao tim koji je proveo potrebne studije. Komisija je tada dovela u pitanje dogovor sumnjajući da će predloženi planovi u dovoljnoj mjeri prilagoditi Berlaymont njenim novim potrebama. Na posljetku su planovi bili dovoljno prilagođeni da ih je Komisija prihvatila i odlučila se vratiti u Berlaymont, čak je odlučila platiti troškove obnove u obliku potpisivanja dugoročnog zakupa s mogućnošću kupnje 1997. godine.
Radovi na uklanjanju azbesta započeli su u ljeto 1995., tri i pol godine nakon što je zgrada ispražnjena. Očekivalo se da će se posao završiti u veljači 1997. godine, ali neučinkovita organizacija radova dovela je do niza odgoda: glasine o onečišćenju zraka i kršenju standarda, nestancima električne energije i velikim količinama azbesta zaustavile su radove. Za dovršetak posla tražili su se duži vremenski okviri i veći kapital. Radovi na obnovi započeli su 1. lipnja 1999. godine potpunom modernizacijom zgrade uključujući bolje prirodne protoke svjetlosti, a gradnja je prema optimističnim prognozama trebala biti završena do kraja 2001. godine. Međutim, još je jednom došlo do daljnjih kašnjenja zbog odluke podizvođača, Berlaymonta 2000 i SNCB-a da izgrade željezničku vezu ispod zgrade. Datum završetka svake se godine pomicao dok nije dosegao sredinu 2004. godine.
Unatoč daljnjim značajnim kašnjenjima i pravnim bitkama, zgrada je predana Europskoj komisiji u fazama, počevši od 1. srpnja 2004. godine, a personal Komisije se započeo useljavati u zgradu neposredno prije početka mandata Barrosove komisije, sa svim pripadajućim kabinetima i ukupno 2.700 državnih službenika. Obnova je trajala ukupno 13 godina, pet godina više nego što je bilo potrebno za izgradnju. Datum primopredaje u prosincu 1998. odgođen je pet puta, a ukupni trošak na štetu belgijske države zbog lošeg planiranja i nesuglasica iznosio je prema nekim procjenama 824 milijuna eura.

## Požar
Dana 18. svibnja 2009. godine, otprilike u 11:00 GMT, palača Berlaymont evakuirana je zbog požara koji se rasplamsao u dvorani za tisak. Nije bilo zabilježenih žrtava. Osim u garaži, zgrada nema protupožarni sustav za prskanje.

## Arhitektura
Zgradu, pod privremenim nazivom "Center Administratif Europe", projektirao je belgijski arhitekt Lucien De Vestel, u suradnji s Jeanom Gilsonom ("Groupe Alpha"), Andréom i Jeanom Polakom te uz savjetovanje inženjera Jorisa Schmidta. Arhitekt je za inspiraciju uzeo zgradu tajništva UNESCO-a iz 1958. u Parizu (koju su projektirali Marcel Breuer, Pier Luigi Nervi i Bernard Zehrfuss). Tehnički dizajn u to je vrijeme bio revolucionaran i izazvao je oduševljenje u briselskoj javnosti. U briselskom tisku su se pojavile reakcije: "Ovaj koncept dizajna odražava i inovativni duh 20. stoljeća i čistu drskost, te podsjeća na zapanjujuću arhitektonsku strijelu na izložbi 1958. godine."
Zgrada ima tlocrt u obliku križa s četiri krila nejednake veličine koja se protežu od središnje jezgre i spajaju pod oštrim kutom (zbog toga tlocrt podsjeća na vrh strijele). Izgrađena je na pilotima smještenim ispod svakog krila, koja podupiru 40 metara visok uski greben betona koji pak podupire čelične grede čineći okvir staklene fasade koji prekriva montažne strukture pojedinih katova.Najgornji trinaesti kat, pak izravno podupiru gornje grede, koje su u potpunosti ovješene čineći donji nivo slobodnim, osim same jezgre. Takav je dizajn omogućio prodor veće količine prirodne svjetlosti i postizanje osjećaja prozračnosti. Unutarnji prostor ispunjavaju ukrasni detalji poput skulptura i fresaka kako bi izbjegla monotonost interijera.
Kompleks je u početku osmišljen za smještaj 3000 državnih službenika i 1600 automobila u podzemnom parkiralištu na četiri razine. Temelji su vrlo duboki, oko 20 metara i povezuju podremne strukture zgrade s cestovnim tunelima i podzemnom željeznicom. Duboki temelji su posljedica ograničenja visine palače na 55 metara što je propisivao urbanistički plan kako ne bi pokvario pogled oko parka Cinquantenaire. Sadrži 17 fleksibilnih konferencijskih dvorana koje su na raspolaganju i Europskom parlamentm i Vijeću ministara, a na gornjim katovima još je devet prostorija za sastanke Komisije. Slobodni prostor izvan građevine pretvoren je u javne vrtove i terase.
tijekom same obnove osnovna struktura se nije promijenila osim bitnog proširenja dvorane za tisak, ali došlo je do brojnih unutarnjih promjena i promjena u dizajnu interijera. Protok prometa je poboljšan, ali podzemno parkiralište smanjeno je za 25%, a parkiralište na površini gotovo je u potpunosti pretvoreno u pješačku zonu koja se uklapa u okolni urbani krajolik. Sigurnost je poboljšana, a dobro osvjetljenje pruža prirodno svjetlo restoranu i multimedijskim centrima. Platforma za slijetanje helikoptera je zamijenjena kupolom u kojoj se nalazi prostorija za sastanke Komisije okrenuta prema kružnom toku Schuman. Zgrada udovoljava najstrožim ekološkim standardima sa sustavima reciklaže topline i svjetlosti u cijeloj zgradi.
Fasada je zamijenjena zavjesnim zidom s mobilnim staklenim zaslonima koji se prilagođavaju vremenskim uvjetima i smanjuju odsjaj, a istovremeno propuštaju svjetlost. Također djeluju kao zvučna barijera, smanjujući buku iz ulice de la Loi. Otvaranje prozora automatski isključuje klima uređaj u toj prostoriji kako bi se spriječilo rasipanje energije. Površinom sada mnogo veći uredi u odnosu na razdoblje prije obnove imaju ugrađen sustav grijanja i hlađenja koje se može regulirati automatski ili pojedinačno. Grijanje i hlađenje se automatski isključuju kad soba nije u korištenju.
Palača Berlaymont ima 240.000 m² površine na 18 razina, povezanih s 42 dizala i 12 pokretnih stepenica. U palači se nalaze uredi za 3000 službenika i prostorije za sastanke. Podrum zauzimaju restoran i kafeterija s 900 mjesta, TV studio, konferencijske sobe, spremišta, nordijska sauna, parkiralište za više od 1.100 vozila i razne druge usluge. Arhitekti Pierre Lallemand, Steven Beckers i Wilfried Van Campenhout projektirali su obnovu od 1991. do 2004. godine.

## Vanjske poveznice
- Berlaymont Building na Structurae

### Drugi projekti
|  | Zajednički poslužitelj ima još gradiva o temi Palača Berlaymont |